# Sylvaine Jaoui
Pour les articles homonymes, voir Jaoui.
 (août 2020).
Si vous disposez d'ouvrages ou d'articles de référence ou si vous connaissez des sites web de qualité traitant du thème abordé ici, merci de compléter l'article en donnant les références utiles à sa vérifiabilité et en les liant à la section « Notes et références ».
Sylvaine Jaoui, née le 17 janvier 1962 à Tunis et morte le 19 mai 2023 dans le 16e arrondissement de Paris, est une autrice française de livres pour la jeunesse.  Elle est notamment l'autrice de la série de romans Ma vie selon moi.

## Biographie
Sylvaine Jaoui est petite-fille d'imprimeur et fille de libraire.
Elle devient enseignante.   
En 2010, elle publie son roman La préférée. 
En 2011 sort le premier tome de la série Ma vie selon moi.

## Œuvres
- 2000 : Elles sont toutes folles, éd. l'École des loisirs.  (ISBN 2211059422)
- 2002 : C'est pas compliqué l'amour !, illustrations de Jean-Philippe Chabot,  Rageot.
- 2003 :
  - Julia se trouve trop grosse, éd. Casterman.
  - Je veux changer de sœur, éd. Casterman.
  - Pitié ! Pas cette fille, éd. Rageot, Cascade.  (ISBN 2700237927)
- 2004 :
  - Demain, je serai artiste, éd. La Martinière jeunesse.
  - Parle moi d'amour, éd. Rageot.
  - La Famille Frappadingue, éd. Casterman.  (ISBN 2203036702)
  - Sur la planète cœur, éd. Rageot.  (ISBN 2700228871)
  - Le club des petites sœurs, éd. Rageot.
- 2005 :
  - C'est pas compliqué le bonheur, éd. La Martinière jeunesse.
  - Spinoza et moi, illustrations de Kitty Crowther, éd. Casterman. Prix Chronos Suisse 2006, prix Chronos France 2006
  - C'est vraiment comme ça les filles ?, éd. La Martinière jeunesse.
  - Tope là papa, éd. Rageot petit roman.
  - Mon premier chagrin d'amour, éd. Rageot  (ISBN 2700230787)
- 2006 :
  - La Baby-sitter, mon frère et moi, illustrations d'Alexandre Bonnefoy, éd. Rageot petit roman.
  - Le collège, guide de survie, éd. La Martinière jeunesse.
  - Bac and love. Les baskets de Cendrillon, éd. Rageot, Cascade.
  - Bac and love. Grasse mat' , éd. Rageot.
  - Bac and love. Un dimanche au paradis, éd. Rageot.  (ISBN 270023300X)
  - Bac and love. C'est pas du cinéma !, éd. Rageot, Cascade.  (ISBN 2700233018)
- 2007 :
  - Bac and love. Emotions garanties, éd. Rageot.
  - Bac and love. Rien à déclarer, éd. Rageot.
  - Bac and love. Crème de jour et boîte de nuit, éd. Rageot.  (ISBN 2700233417)
  - Bac and love. À la folie, pas du tout, éd. Rageot.
  - Bac and love. Mais qui aime qui?, éd. Rageot.
  - Tsédaka, éd. La Martinière jeunesse.
- 2008 :
  - Bac and love. L'amour! L'amour? L'amour..., éd. Rageot.  (ISBN 2700234308)
  - Bac and love. Minuit moins une, éd. Rageot
- 2009 :
  - Que du bonheur, éd. La Martinière jeunesse.
  - Cadeau surprise pour maman, éd. Rageot petit roman
  - Bac and love. Surtout ne le répète pas !, éd. Rageot  (ISBN 2700237692)
  - Rendez-moi ma cousine !, éd. Oskar jeunesse.  (ISBN 2350004295)
  - Bac and love. Cœurs en coloc, éd. Rageot.  (ISBN 2700236815)
- 2010 :
  - Le mauvais œil, éd. Casterman.  (ISBN 2203033118)
  - La préférée, éd. Casterman.  (ISBN 2203034416), Prix Gayant Lecture 2012.
  - L'amour @ la poubelle, éd. Oskar jeunesse.  (ISBN 2350005208)
  - L'émotimots: le carnet de la fille futur(e) écrivain(e), éd. Oskar.
  - Picasso ou rien, éd. Rageot  (ISBN 2700235479)
- 2011 :
  - Fort comme Ulysse, éd. Casterman.
  - Ma vie selon moi (tome 1), éd. Rageot.
  - Ma vie selon moi (tome 2), éd. Rageot.
- 2012 :
  - Ma vie selon moi (tome 3), éd. Rageot.
  - Ma vie selon moi (tome 4), éd. Rageot.
  - Ma vie selon moi (tome 5), éd. Rageot.
- 2013 : Ma vie selon moi (tome 6), éd. Rageot.
- 2014 : Ma vie selon moi (tome 7), éd. Rageot.
- 2015 :
  - Ma vie selon moi (tome 8), éd. Rageot.
  - Ma vie selon moi (tome 9), éd. Rageot.
- 2016 :
  - Toi+Moi+Tous les autres (tome 1 : #mesamismesamours), éd. Albin Michel.
  - Ma vie selon moi (hors série « Les petits secrets d'une grande série »), éd. Rageot.
  - Rue des copains : Je ne veux pas aller à l'école (série « Premières lectures »), éd. Albin Michel.
  - Rue des copains : Je suis accro aux écrans, éd.  Albin Michel.
  - Toi+Moi+Tous les autres (tome 2), éd. Albin Michel.
- 2017 :
  - Rue des copains : J'ai un chagrin d'amour, éd. Albin Michel.
  - Rue des copains : Je suis jaloux du nouveau bébé, éd. Albin Michel.
  - Toi+Moi+tous les autres (tome 3), éd. Albin Michel.
  - Rue des copains : Je ne veux pas aller en colo, éd. Albin Michel.
  - Rue des copains : Je veux un petit chien, éd. Albin Michel.
  - Il en faut peu pour être heureux, éd. La Martinière.
  - Ma vie selon moi (tome 1), en bande dessinée avec Sophie Ruffieux et Véronique Grisseaux, éd. Vent d'ouest-Glénat.
  - Ma vie selon moi (tome 10), éd. Rageot.
  - Rue des copains : Le copain de Tim se fait harceler, éd. Albin Michel.
  - Rue des copains : La copine de Rose n'aime pas lire, éd. Albin Michel.
- 2018 :
  - Ma vie selon moi (tome 2), en bande dessinée , éd. Vent d'ouest-Glénat.
  - Toi+Moi+tous les autres (tome 4), éd. Albin Michel.
  - Ma vie selon moi (tome 11), éd. Rageot.
- 2019 :
  - Docteur Hope, roman, éd. Albin Michel
  - Papy raconte n'importe quoi, album Kaleidoscope (illus. Marianne Barcilon)
  - Ma vie selon moi (tome 3), BD, Vent d'ouest/Glénat (avec Sophie Ruffieux et Véronique Grisseaux)
  - Dans la famille zéro souci (tome 1 : La fille, et tome 2 : La grand-mère), éd. Rageot
  - Toi+Moi+Tous les autres (tomes 1 et 2), éd. Le livre de poche
  - Ma vie selon moi (tome 12 : La vie commence à New-York)
- 2020 :
  - Dans la famille zéro souci (tome 3 : Le cousin, et tome 4 : La mère)
  - Toi+Moi+Tous les autres (tome 3), éd. Le livre de poche
  - Ma vie selon moi (tome 4), BD, éd. Glénat
- 2021
  - Je suis un arbre

## Prix et distinctions
- Prix Jacques Asklund[4] 2003 pour C'est pas compliqué l'amour, illustrations de Jean-Philippe Chabot
- Prix Chronos Littérature Suisse[5] 2006 pour Spinoza et moi , illustrations de Kitty Crowther
- Prix Chronos Littérature France[6] 2006 pour Spinoza et moi, illustrations de Kitty Crowther
- Prix Paille en Queue 2008[7] du Salon du Livre jeunesse de l'océan Indien,  pour La baby sitter, mon frère et moi, illustrations d'Alexandre Bonnefoy
- Prix Chronos France[6] 2011 pour Picasso ou rien
- Prix Chronos Suisse[5] 2011 pour Picasso ou rien
- Prix Gayant Lecture 2012[8] pour La Préférée